# Peter Sorokin

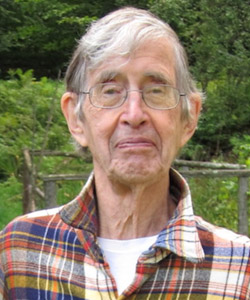
Peter Sorokin

Peter Pitirimovich Sorokin (* 10. Juli 1931 in Boston; † 24. September 2015) war ein US-amerikanischer Physiker, der sich mit Laserphysik beschäftigte.
Sorokin studierte an der Harvard University (Bachelor 1953), an der er 1958 in Angewandter Physik promoviert wurde. Ab 1957 war er Physiker am Thomas J. Watson Research Center von IBM, wo er seit 1968 IBM Fellow war.
Er gilt mit Fritz Peter Schäfer vom Max-Planck-Institut für biophysikalische Chemie in Göttingen als Erfinder des Farbstofflasers (1966). Sorokin publizierte vor Schäfer, sorgte aber als Gutachter (Referee) dafür, dass die deswegen zunächst zurückgewiesene Arbeit von Schäfer doch noch in Applied Physics Letters veröffentlicht werden konnte (Schäfer erkannte als Erster einen wichtigen Aspekt der Farbstofflaser- deren Durchstimmbarkeit).
Seit 1976 war er Mitglied der National Academy of Sciences und seit 1977 Mitglied der American Academy of Arts and Sciences, außerdem Mitglied der New York Academy of Sciences und Fellow der American Physical Society und der Optical Society of America.
Später befasste er sich unter anderem mit Lasern im fernen UV und Femtosekunden-Puls Laser im UV.
Er war seit 1977 verheiratet und hat zwei Kinder.

## Auszeichnungen
- 1974: Albert A. Michelson Medal
- 1978: R. W. Wood Prize
- 1983: Comstock-Preis für Physik
- 1984: Harvey-Preis
- 1991: Arthur L. Schawlow Prize in Laser Science